# 研修医
日本における 研修医 （けんしゅうい） とは、
1. 戦後、医師臨床実地研修制度において存在した「医師」の前の身分の名称。
2. 臨床研修期間中の「医師または歯科医師」の呼び名。（本項で詳述）

一般に米国の医師制度の段階の一つである「インターン」と混同されることが多いが、日本の「研修医」とは全く違うので注意。近い英訳としては、doctor-in-training。

## 地位
医師法・歯科医師法上「医師」「歯科医師」では、基礎研究に専念するなどの臨床とは関わらない道を選ぶ医師以外については、医師で2年以上、歯科医師では1年以上の臨床研修が義務付けられており、その期間に相当する医師・歯科医師を「研修医」と呼ぶ。臨床研修を修了しない医師・歯科医師は診療所を開設することや病院・診療所の管理者（いわゆる院長）になる事ができない。2018年（平成30年）4月以降、「研修医」の語を使う場合、厚生労働省が定めた2年間の臨床研修に従事する医師を指し、臨床研修を修了した後に専門医を目指す医師については「専攻医」と呼ぶことになった。2018年3月以前は、現在の研修医を「前期（初期）研修医」、専攻医を「後期研修医」（病院によっては専修医、修練医などとも）と呼んでいた。

## 制度
日本では大学において6年間の医学教育が行われているが、医師免許・歯科医師免許を持たない学生は法律的に医療行為を行えないため、大学卒業時点では医師・歯科医師としての実地経験はないに等しい。歯学部は、文部科学省高等教育局医学教育課長通知「歯科医師卒前臨床実習についての考え方について（15高医教第12号　平成15年6月11日）」に基づき、「歯科医師卒前臨床実習については、患者の同意の下で、歯科医師としての資質向上を目的として卒前教育の一環として行われるものであり、侵襲性が相対的に小さいことや指導医の指導・監督の下に行われることなど、適正な体制の下に相当な手段で実施される場合には、社会通念から見て相当であり、歯科医師法上の違法性は阻却されるものと考えられること」との考えのもと、歯学部・歯科大学の附属医療機関内等で指導者の指導・監督の下に臨床実習生（歯学部学生）が歯科医業の一部を実施することが許容されている。しかし、それだけでは不十分であるため、診療に従事しようとする医師・歯科医師に対し、免許取得の後に、臨床研修の名で指導医（指導歯科医）・上級医（上級歯科医）の指導の下に臨床経験を積む卒後教育が制度化された。臨床研修を受けることは以前は努力規定であったが、医科では2004年から義務化され、歯科では2006年より義務化された。

### 研修先と研修プログラム
研修医・研修歯科医が研修できる施設は指定されており、医学部や歯学部に附属する大学病院。または厚生労働大臣指定の臨床研修施設（病院・診療所等）でのみ実施することが定められている。臨床研修施設として指定を受ける病院には、様々な基準が求められ、その基準を満たせない場合は指定が取り消され研修医を招聘することが出来ない。研修は研修プログラム責任者が作成し厚生労働省によって認可されたプログラムに沿って行われ、臨床研修協力施設としてへき地・離島診療所、中小病院・診療所、
保健所、介護老人保健施設、社会福祉施設、赤十字社血液センター、各種検診・健診の実施施設等も含めることができる。

### 診療アルバイト禁止
研修期間中に他医療機関などでの診療アルバイトは禁止されている。医師法第16条の5に「臨床研修を受けている医師は、臨床研修に専念し、その資質の向上を図るように努めなければならない。」と規定されており、明文化されていないものの、これを根拠に厚生労働省は2年間の初期研修期間においては、研修先の関連施設であっても定められたプログラム外の診療業務に関わることを禁止している。しかし2004年以降も研修医が医療機関でアルバイトをしていたという案件は数多く報告されており、厚労省はアルバイトのあった研修先に対して管理徹底を指導している。なお診療外の非医療分野のアルバイトは禁止について言及されていない。

## 変遷

### 臨床実地研修制度
戦後、日本の臨床研修は臨床実地研修制度（一般に米国のインターンに準えてインターン制度で知られている）で始まった。これは大学卒業後、1年間の「臨床実地研修」をした後に医師国家試験の受験資格を得られるというものであった。すなわち研修の期間中は学生でも医師でもなく、不安定な身分での診療を強いられた。また給与の保障もほとんどなかったため、学生による反対運動が起こった。
- 1954年11月12日に東大医学部一号館で全日本医学生連合結成大会が開催され、46大学医学部中39校が出席して「全日本医学生連合」が結成された。初代委員長は遠藤幸孝。
- 1967年最大時には36大学2400人加盟した青医連などの組織が誕生して大規模な学生闘争が繰り広げられた。
- 1967年3月12日インターン制度完全廃止を叫ぶ医師国試阻止闘争が行われ、この年の医師国家試験は受験生3150人のうち405人しか受験しないという結果になった。
- 1968年までに医師法が改正され、従来のインターン制度は廃止されたが、代わりに医師国家試験に合格後2年以上、大学病院などで臨床研修するよう「努める」規定が盛り込まれた。この新研修制度に反対し、この年の春の医師国家試験も有資格者の半数以上が受験をボイコットした[8]。
- 1969年以降も日大医学部闘争委員会が闘争を続けるが、幹部18人が逮捕され27人が大学から追放されると闘争は急速に沈静化していった。その後も各学校で闘争への参加者を退学処分にするレッドパージと呼ばれた処分が行われ、最終的には200人以上に及んだと言われている[要出典]。
- 1971年以降も処分者たちが復権を求めて闘争を続けるも、このころには完全に一部の人間のみとなり事実上、消滅していた。

### 劣悪な研修環境が社会問題化
この法改正により、大学卒業後すぐに医師国家試験を受けて医師免許を得ることが可能になった。臨床研修制度も改正され、医師免許取得後に2年以上の臨床研修を行うよう努めるものと定められた（努力規定）。こうして研修医は医師としての身分の保障はなされたものの、依然として労働面や給与面での処遇には問題も多かった。特に私立大学病院の大半では労働者としての扱いすらされておらず、社会保険にも加入できなかった。研修医には長時間の過酷な労働の対価として月額数万円程度の「奨学金」が支払われるに過ぎず、生活費を当直などのアルバイトに依存せざるを得なかったのである（実際、大阪・兵庫両府県の大学病院などで働く研修医のうち、98人もの多数が、別の病院などでアルバイト診療をしていたことが、厚生労働省近畿厚生局が2008年に行った実態調査で発覚している）。
大学病院における専門分野に偏った研修の弊害も指摘されるようになり、36年ぶりに臨床研修制度が改正されるに至った。
なお、2005年6月、最高裁にて「研修医は、教育的な側面があるとはいえ、病院の開設者のために患者の医療行為に従事することもあり、労働基準法に定める労働者にあたる」とした判断が下され、最低賃金の保障など待遇の向上が期待される。（詳細は関西医科大学研修医過労死事件を参照）

### 新しい臨床研修制度
新医師臨床研修制度は2004年4月1日にスタートした。
スーパーローテートとして、プライマリ・ケアを中心とした幅広い診療能力の習得を目的に、2年間の様々な医療科をローテーションしての臨床研修を義務化した。
また、適正な給与の支給と研修中のアルバイトの禁止などが定められた。2004年度の研修医の平均給与（年収）は365万円となり2003年度の265万円から約100万の増加を見せ、なかでも大学附属病院で204万円から318万円へと114万円の大幅増となった（臨床研修病院では424万円から422万円へと約2万円の減）。
マッチング制度が導入されており、自身で研修先を選択する。例外として、卒業生と行政の間に特別な関係性のある防衛医科大学校と自治医科大学では、マッチングには参加しないこととなっている。防衛医科大学校では全員が防衛医科大学校と自衛隊中央病院で臨床研修を受ける。自治医科大学では各都道府県の指定する病院にて研修を受ける。
歯科医師の場合は、2006年4月より、1年以上の臨床研修が義務化されることになっているが、多くの歯学部では既に2年間を中心とした臨床研修制度を行っている。
- 「新たな医師臨床研修制度」のホームページ（厚生労働省）

## 問題点

### 地域医療への影響
マッチング制度の導入によって、研修先を自由に選べるようになった結果、研修医は都市部へ集中し、地方の医師数は（病院数および患者数に対して）決定的に不足している。さらに、研修医のアルバイトが禁じられることで、夜間および休日の当直業務を行う医師の確保が非常に困難となっている。また、労働力としての研修医を多く抱えることのできなくなった大学病院が人手確保のため関連病院へ派遣した医師を引き上げ始めており、人口過疎地では医療そのものが成り立たなくなるなどの問題も出始めている。このため、2008年、医師を増やす方針が厚生労働省より示され、また、2009年4月より、大学病院に限り、地域医療に影響を及ぼしている診療科について、特別コースに基づいた研修プログラムを実施できるようになった。また、2010年4月からは臨床研修の必修科目を内科や救急など数科目に絞り、期間を実質1年間に短縮し、2年目から志望科で研修させることで医師不足に対応するプログラムも実施可能となった。
もっとも今までの医局人事が崩壊しつつあることで、病院の経営者である医療法人や地方自治体は地元医学部に気を使うことなく採用活動を行うことが可能になり、特に地方の病院は新人研修医に対して各大学で説明会を開いたり、病院見学会を行うなど積極的な求人活動を行うようになった。今までのブラックボックス的医局人事を捨て、病院経営者による自主的な人事権の行使による公正な病院作りが可能となるか、注目されている。
また、和田秀樹（精神科医・国際医療福祉大学教授）は「実は現行の臨床研修制度が始まってから、研修医がいちばん増えたのは沖縄県、2番が岩手県、3位が島根県で、むしろ東京の研修医は2割も減っている」と主張している。
一方で、厚生労働省の医師増員により2025年までに医師は５万人増えたものの、結局多くの若手医師は大都市圏に集中し、地方では医師の高齢化に伴う引退により人員不足を来し、過重勤務やそれによる医療ミスの頻発を引き起こしている現状が指摘されている。

### 財源問題
新制度では研修医に対する適切な処遇の確保を謳っているが、実際には国は十分な財源の確保をしておらず、それをうやむやにするために給与も諸経費も一括して研修施設に交付し、その後の使い道は各施設に丸投げしてしまった。すなわち研修医の給与にどれだけ回すかに関して各施設の裁量を認めており、適切な処遇がされない可能性を残している。
実際には、国は各研修施設に月30万円程度の給与を支払うよう求める一方で、補助されるのは経費込みで月10数万程度である。厚生労働省の調査で全国平均30万円を達成しているとされているが、これは高待遇の地方の民間病院と、給与の低い都市部の大学病院やその関連施設との平均に過ぎず、実態を反映していない、との指摘がある。

### 研修の質の確保
幅広い診療能力の習得を目的に、内科・外科・産婦人科など複数の科で研修するカリキュラムを組むこととされているが、こうした研修を初めて実施する施設も多く、研修の質の確保が今後の課題とされる。また、短期間ローテーションしたところで本当に基本的な診療能力を習得できるのかといった根本的な問題点や、ローテーションしたくない科でも研修しなければならないことによる研修医・指導医双方の意欲低下も指摘されている。

### 診療科の選別
新臨床研修制度により、新任医師は志望科にかかわらず多くの科をローテーションするようになった。しかし、特に外科系では、長時間に及ぶ手術など、本来の目的である幅広い診療能力の習得とはかけ離れた内容の研修が行われているのが現状である。その他、小児科が選択が避けられる傾向が指摘されている。その結果、現実を直視し、過重な専門科・訴訟リスクの高い専門科・QOMLの低い専門科を選択しなくなってきた。そのため、多忙な科や、常に緊急対応の必要な科ほど不人気になり、人員不足に陥る悪循環が発生しつつある。

## 研修医を題材とした創作作品

### マンガ
- 研修医なな子
- ブラックジャックによろしく
- 医龍-Team Medical Dragon-
- ラディカル・ホスピタル
- 最上の命医

### テレビドラマ
- 研修医なな子
- きらきら研修医
- ブラックジャックによろしく
- 医龍-Team Medical Dragon-
- 梅ちゃん先生
- 37歳で医者になった僕〜研修医純情物語〜
- レジデント〜5人の研修医
- 仮面ライダーエグゼイド
- グッド・ドクター
- 泣くな研修医
- ハンドク

### ミュージカル
- 研修医魂